# Błędnica-Leśniczówka
Błędnica-Leśniczówka – osada leśna w Polsce położona w województwie mazowieckim, w powiecie ostrowskim, w gminie Małkinia Górna.
W latach 1975–1998 miejscowość należała administracyjnie do województwa ostrołęckiego.